# Bernhard Sörensen
Bernhard Møller Sörensen (Copenhague, 30 de noviembre de 1908-Frederiksberg, 2 de julio de 1958) fue un deportista danés que compitió en remo. Fue hermano del también remero Sigfred Sørensen.
Ganó una medalla de bronce en el Campeonato Europeo de Remo de 1930, en la prueba de ocho con timonel.

## Palmarés internacional
| Campeonato Europeo | Campeonato Europeo | Campeonato Europeo | Campeonato Europeo |
| Año                | Lugar              | Medalla            | Prueba             |
| ------------------ | ------------------ | ------------------ | ------------------ |
| 1930               | Lieja (Bélgica)    | Medalla de bronce  | Ocho con timonel   |